# ويليام إتش فلبس جونيور
ويليام إتش فلبس جونيور (بالإسبانية: William Phelps Tucker) هو عالم طيور وشخصية أعمال فنزويلي، ولد في 25 ديسمبر 1902 في San Antonio de Capayacuar ‏ في فنزويلا، وتوفي في 13 أغسطس 1988 في كاراكاس في فنزويلا.